# Ziebriewica
Ziebriewica (ros. Зебревица) – wieś (ros. деревня, trb. dieriewnia) w zachodniej Rosji, w osiedlu wiejskim Katynskoje rejonu smoleńskiego w obwodzie smoleńskim.

## Geografia
Miejscowość położona jest nad rzeką Ziebriewica  (dopływ Dniepru), 6 km od drogi magistralnej M1 «Białoruś», 16 km od centrum administracyjnego osiedla wiejskiego (Katyń), 38 km od Smoleńska.

## Demografia
W 2010 r. miejscowość zamieszkiwało 11 osób.